# Caballerial
Il Caballerial, talvolta abbreviato in cab, è un trick aerial eseguito inizialmente sullo skateboard e adattato, poi, al pattinaggio in linea, allo snowboard e al BMX. Nello skateboard si tratta di un fakie ollie 360, eseguito sia in backside che frontside. In origine un trick appartenente alla disciplina vert, il Caballerial entrò presto a far parte dello stile street.

## Caratteristiche
Per eseguire un Caballerial, è necessario, prima di tutto, mettersi in posizione fakie, ossia con il piede secondario al centro della tavola e quello dominante sul tail (la parte posteriore dello skateboard), procedendo però nella direzione opposta rispetto a quella regular. Il pop è da eseguirsi con il piede dominante, proprio come in un ollie in regular. Solitamente il giro di 360° viene effettuato in backside, che in fakie significa rivolgere il petto verso la direzione di marcia. Al contrario di molti altri trick vert, non è previsto alcun tipo di grab. Nello skateboard street, inoltre, è possibile eseguire un ollie di circa 270° e, una volta riatterrati, completare il giro con un pivot facendo leva su due ruote, o con un revert, girando la tavola con tutte e quattro le ruote a contatto con il suolo.
Nella variante frontside, nota semplicemente come frontside Caballerial, la rotazione segue la direzione in cui puntano i talloni. In una rotazione in frontside in posizione fakie, quindi, vengono rivolte le spalle verso la direzione di marcia.

### Half-cab
L'half-cab, ossia un half-Caballerial (in italiano "mezzo Caballerial"), è una variazione del trick in cui la rotazione effettuata è di 180° anziché 360°. L'half-cab è essenzialmente un fakie backside 180; nello street lo skater parte in posizione fakie e riatterra in regular. Seguendo la stessa logica del frontside Caballerial, un fakie frontside 180 viene chiamato frontside half-cab. Per retroformazione, si è venuto a creare il termine full-cab (ossia "Caballerial intero") per indicare un normale Caballerial.

## Storia
La nomenclatura di questo trick trae le sue origini dalla figura di Steve Caballero, celebre skater californiano che lo eseguì per la prima volta nel 1980, all'età di 15 anni. Per via della sua indole timida, Caballero non voleva dare il proprio nome al trick; fu infatti Stacy Peralta ad ideare e a popolarizzare il termine "Caballerial", combinando il cognome di Steve e il termine aerial. Sfruttando al massimo le potenzialità dell'ollie, introdotto nello skateboard vert pochi anni prima, Caballero diede il via a una nuova era di sperimentazioni sempre più complesse dal punto di vista tecnico. Il Caballerial è quindi visto come un trick rivoluzionario, capostipite di una lunga serie di nuove evoluzioni introdotte a breve distanza di tempo l'una dall'altra. Steve Caballero fu anche uno dei primi mentori di Tony Hawk, che a sua volta influenzò enormemente lo skateboard vert introducendo una novantina di nuovi trick.
L'half-cab venne realizzato un paio d'anni più tardi da Tony Hawk e Kevin Staab. Il giro di 180° era più semplice da eseguire nello street, specialmente con le tavole disponibili all'epoca. L'half-cab spopolò così nello skate street, venendo abbinato ai kickflip, utilizzato per scendere dalle scalinate, etc. Una volta introdotta la rotazione di 360° nello street, si venne a creare il nome full-cab, nonostante il termine Caballerial esistesse già nella disciplina vert.
Nel 1989 Vans lanciò sul mercato la scarpa da skate "Caballero", nata da una collaborazione con Steve Caballero. Negli anni successivi gli skater street iniziarono a modificare il modello, rimuovendo la porzione superiore della tomaia per adattarla al proprio stile. Fu così che, nel 1992, vennero introdotte le "Half Cab", rivisitate poi in chiave contemporanea nel 2019, in occasione del 30º anniversario.